# Enrique V de Sajonia-Meissen
Enrique V de Sajonia-Meissen, apodado el Piadoso (en alemán: Heinrich der Fromme) (Meißen, 1473 - Meißen, 1541), fue duque de Sajonia (1539-1541), proveniente de la casa de Wettin.

## Biografía
Era hijo de Alberto III de Sajonia-Meissen y de Sidonia de Podiebrad. Sucedió a su hermano, Jorge el Barbudo, cuando tenía 66 años. A diferencia de su muy católico hermano, Enrique se había convertido al luteranismo en 1536 por mediación de su esposa, Catalina de Mecklemburgo, e hizo que la confesión protestante fuera la oficial en el ducado de Sajonia. Todos sus súbditos debían adoptarla también con pena de ser encarcelados o exiliados del país.

## Descendencia
- Sibila (casada con Francisco I de Sajonia-Lauenburgo)
- Emilia (casado con Jorge de Brandeburgo-Ansbach)
- Sidonia (casada con Erico II de Brunswick-Kalenberg)
- Mauricio de Sajonia, duque de Sajonia (1541-1547) y príncipe elector de Sajonia (1547-1553).
- Severino
- Augusto de Sajonia.